# Rodrigo (personaje)
Rodrigo es un personaje de ficción que aparece en obra de William Shakespeare, Otelo (c.1601-1604), donde sirve como el antagonista secundario de la obra. Es un caballero veneciano disoluto que desea a la esposa de Otelo, Desdémona. Rodrigo ha abierto su bolso a Yago en la creencia errónea de que Yago está usando su dinero para allanar el camino hacia la cama de Desdémona. Cuando el asesinato de Casio sale mal, Yago hiere fatalmente a Rodrigo.
La fuente de Shakespeare para la obra fue el cuento Un capitán moro de Giovanni Battista Giraldi Cinthio y, mientras Shakespeare siguió de cerca su fuente al componer a Otelo, Rodrigo no tiene contraparte en Cinthio. El personaje es completamente una invención de Shakespeare.

## Papel en la obra
Rodrigo hace su primera aparición en el primer acto, escena uno cuando, como cómplice de Yago, despierta a Brabancio con la noticia de que Desdémona se ha fugado con Otelo. En la siguiente escena, acompaña a Brabancio al Sagitario donde se encuentran los recién casados. Él está presente en el Acto I, Escena III, cuando la pareja defiende su unión ante el Duque. En el Acto II, Escena I, Rodrigo desembarca en Chipre y, dos escenas después, provoca la pelea que resulta en la desgracia de Casio. Rodrigo aparece a continuación en el Acto IV, Escena II, donde Yago lo atrae a un complot para asesinar a Casio. En el Acto V, Escena I, Rodrigo no logra matar a Casio y él mismo resulta herido en el intento. Yago descubre a Rodrigo y da el golpe de gracia. Finalmente, al darse cuenta de cómo ha sido engañado, Rodrigo maldice a Yago antes de ser apuñalado y dejado por muerto. Pero más tarde se revela que había escrito cartas antes de su muerte para decir la verdad sobre el complot de Yago. Él está ahí para mostrarnos lo manipulador y engañoso que puede ser el mismo Yago.

## Actuaciones
Basado en el hecho de que Otelo fue compuesto cronológicamente muy cerca de la composición de la obra de comedia Noche de reyes, los intérpretes modernos de Rodrigo a veces desempeñan el papel de tonto a la manera de Andrew Aguecheek de la misma obra o como los personajes Rosencrantz y Guildenstern de la obra trágica Hamlet, con la razón fundamental de que los cuatro roles habrían tenido lugar. Ha sido interpretado por un actor de la compañía de Shakespeare que se especializa en personajes caprichosos. [2]
Robert Coote interpretó a Rodrigo en la película de 1951 de Orson Welles. La producción se filmó durante un período de tres años y se vio obstaculizada porque su patrocinador italiano se declaró en bancarrota al principio del rodaje. Como resultado, la falta de vestuario obligó a que el asesinato de Rodrigo se escenificara en un baño turco con los artistas vestidos con toallas grandes y andrajosas.
Otros intérpretes cinematográficos del papel incluyen a Ferdinand von Alten en la versión muda de 1922 protagonizada por Emil Jannings, Robert Lang en la versión de 1965 protagonizada por Laurence Olivier y Michael Maloney en la versión cinematográfica de 1995 junto con el actor afroestadounidense Laurence Fishburne.
En la película de 2006, Omkara, la versión de Bollywood de la obra, el personaje de Rodrigo, Rajan 'Rajju' Tiwari fue interpretado por Deepak Dobriyal.